# Finkenfälkchen

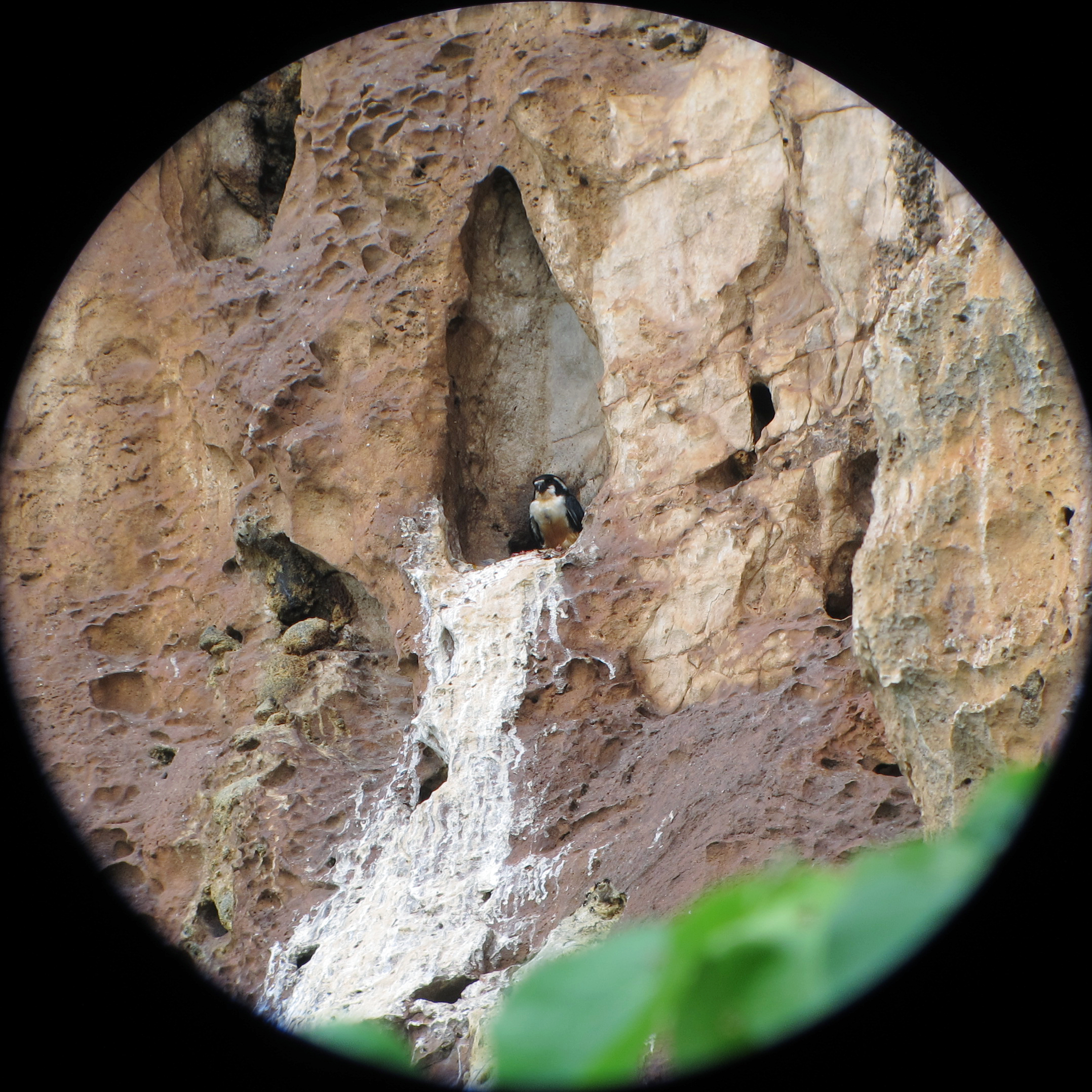
Finkenfälkchen am Brutplatz

Brutverbreitungskarte des Finkenfälkchens

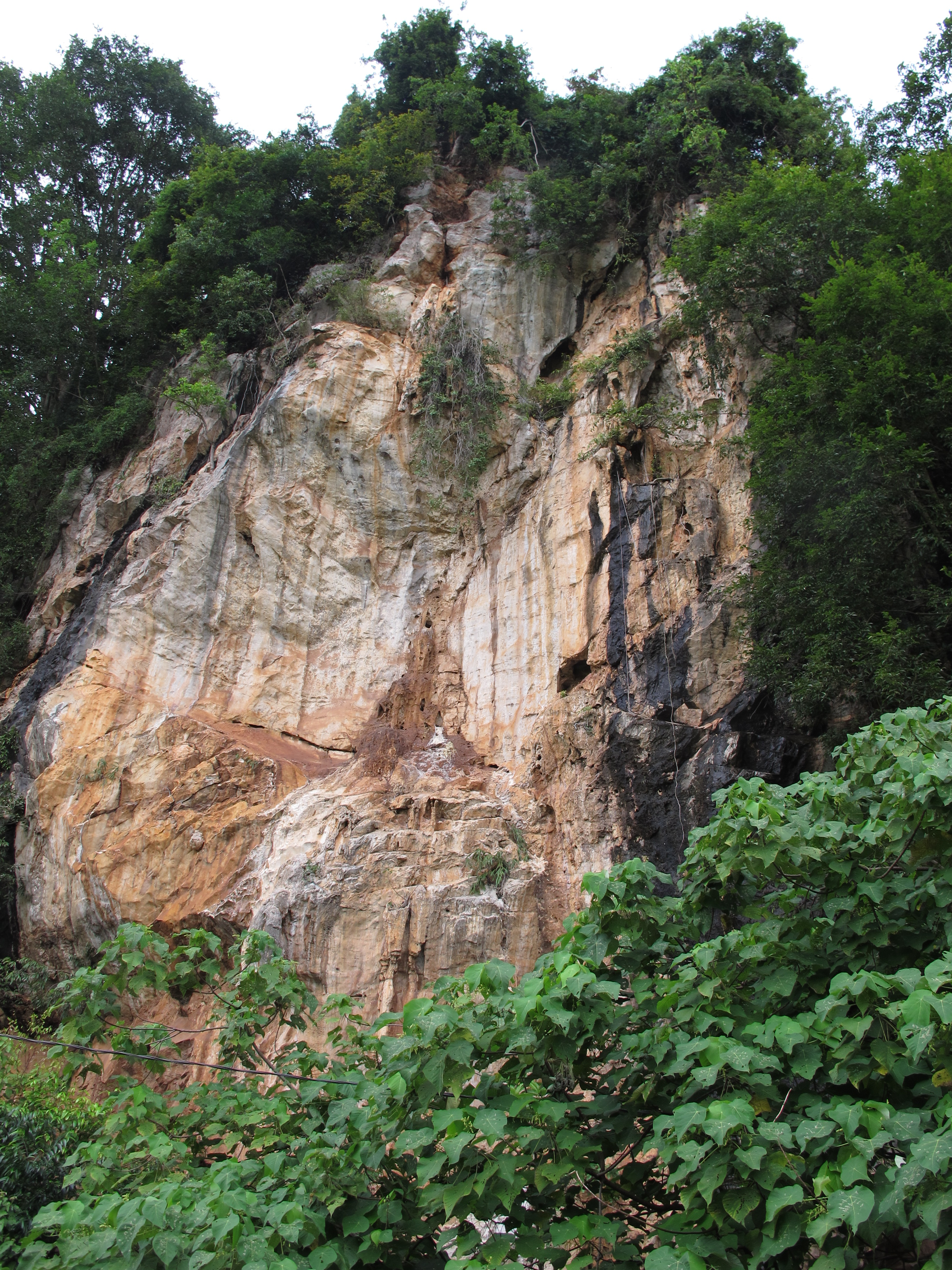
Brutplatz des Finkenfälkchens in der Stadt Ipoh

Das Finkenfälkchen (Microhierax fringillarius) lebt in Südostasien und ist die kleinste Falkenart der Welt.

## Größe, Beschreibung und Rufe
Das Finkenfälkchen ist nur 14 bis 17 cm lang und hat eine Flügelspannweite von 27 bis 34 cm. Das Gewicht beträgt 28 bis 55 g. Die ebenfalls in Südostasien vorkommenden Zwergfalkenarten Rotkehlfälkchen, Weißscheitelfälkchen, Zweifarbenfälkchen und Elsterfälkchen sind nur minimal größer.
Das Finkenfälkchen ist ein würgerartiger Falke mit spitzen Flügeln und einem oft gespreizten, kantigen Schwanz. Das erwachsene Männchen ist oben schwarz glänzend mit einem weißen Stirnstreifen, der sich um schwarze Wangen wölbt. Es hat eine weiße oder rötlich verwaschene Kehle mit einer weißen Brust. Seine Oberschenkel, Flanken und Fänge sind schwarz. Das Männchen hat weiße Unterflügel mit schwarzen Streifen auf den Primär- und Sekundärfedern. Unterhalb des ansonsten schwarzen Schwanzes befinden sich drei weiße Balken. Das erwachsene Weibchen ist dem adulten Männchen ähnlich, jedoch ist sein Schwanz länger. Die Jungvögel sind den Erwachsenen ähnlich, allerdings sind die weißen Bereiche des Kopfes rötlich. Die Stimme ist ein harter und hoher Schrei shiew, der sich schnell wiederholt, ferner ein schneller, sich wiederholender Schrei kli-kli-kli-kli.

## Habitat
Der typische Lebensraum ist Wald, Waldrand und bewaldetes Freigelände. Das Finkenfälkchen ist auch häufig in der Nähe von landwirtschaftlichen Flächen, Dörfern und in der Nähe aktiver Brandrodungen zu finden, ebenso an Flüssen bzw. Bächen und Reisfeldern. Die Besiedlung von Brandrodungen zeigt, dass die Art Habitatzerstörungen toleriert. Sie lebt meist unterhalb von 1.500 m Höhe.

## Beute
Der Falke ernährt sich hauptsächlich von Insekten, darunter Motten, Schmetterlinge, Libellen, Termiten und Zikaden. Gelegentlich werden auch kleine Vögel und Eidechsen geschlagen.  Das Fütterungsverhalten scheint oft sozial zu sein, wobei Fütterungsgruppen bis zu zehn Vögel umfassen. Ein großer Teil der Beute wird bei schnellen Flügen von einer Sitzwarte erbeutet.

## Brut
Diese Falkenart ist in der Regel sozial und gesellig. Sie ist oft in lockeren Paaren oder Gruppen von zehn oder mehr Falken anzutreffen. Die Brutzeit der Art variiert je nach Standort. Populationen nördlich des Äquators brüten vor allem im Zeitraum von Februar bis Juni; südlich des Äquators wird die Eiablage in Java im November und Dezember registriert. Die Falken brüten meist in verlassenen Bruthöhlen von Barbetvogelarten, gelegentlich auch in alten Spechthöhlen und in Felslöchern. Außer Insektenresten findet man in den Bruthöhlen keine anderen Tierreste. Die Gelegegröße liegt zwischen 2 und 5 Eiern. Die Länge der Eibebrütungszeit bis zum Schlupf ist unbekannt. Die Nisthöhle kann das ganze Jahr über von Altvögeln als Schlafplatz genutzt werden.

## Verbreitung und Population
Das Finkenfälkchen brütet in Brunei, Myanmar, Thailand, Malaysia, Singapur und Indonesien. Als Zugvogel kommt es in Sri Lanka vor. Das extrem große Verbreitungsgebiet umfasst 1,5 Millionen km². Es liegen keine genauen Daten über die Bestände vor. Es wird vermutet, dass die Bestände, wie auch bei anderen Kleinfalken, unterschätzt werden. Schätzungen der Bestände variieren von gewöhnlich (auf Sumatra und Borneo) über ziemlich häufig (in Thailand) bis hin zu selten (auf Java und Bali). Die Population scheint im oberen Zehntausender-Bereich zu liegen. Der Bestand scheint stabil zu sein. Es liegen keine Hinweise für einen Rückgang oder eine erhebliche Bedrohung vor. Die International Union for Conservation of Nature and Natural Resources (IUCN) stuft das Finkenfälkchen 2016 in der IUCN Red List of Threatened Species als  (=least concern – nicht gefährdet) ein.

## Wissenschaftlicher Name
Der britische Gelehrte Thomas Horsfield beschrieb das Finkenfälkchen 1820 bei der Linnean Society of London als aus Java stammende Unterart des Rotkehlfälkchen (Microhierax caerulescens, damals Falco caerulescens). Er merkte an, dass „die Java-Exemplare etwas kleiner und anders gemustert sind“ als das bengalische Exemplar des Rotkehlfälkchens, das John Edwards 1750 beschrieben hatte. Eine ausführlichere Beschreibung wurde in Horsfields 1824 erschienenem Buch Zoological researches in Java, and the neighbouring islands veröffentlicht. Ebenfalls im Jahr 1824 vergab Auguste Drapiez den Namen Falco fringillarius.

## Historische Illustrationen
Fast alle historischen Illustrationen wurden mit dem Namen Falco cærulescens veröffentlicht:

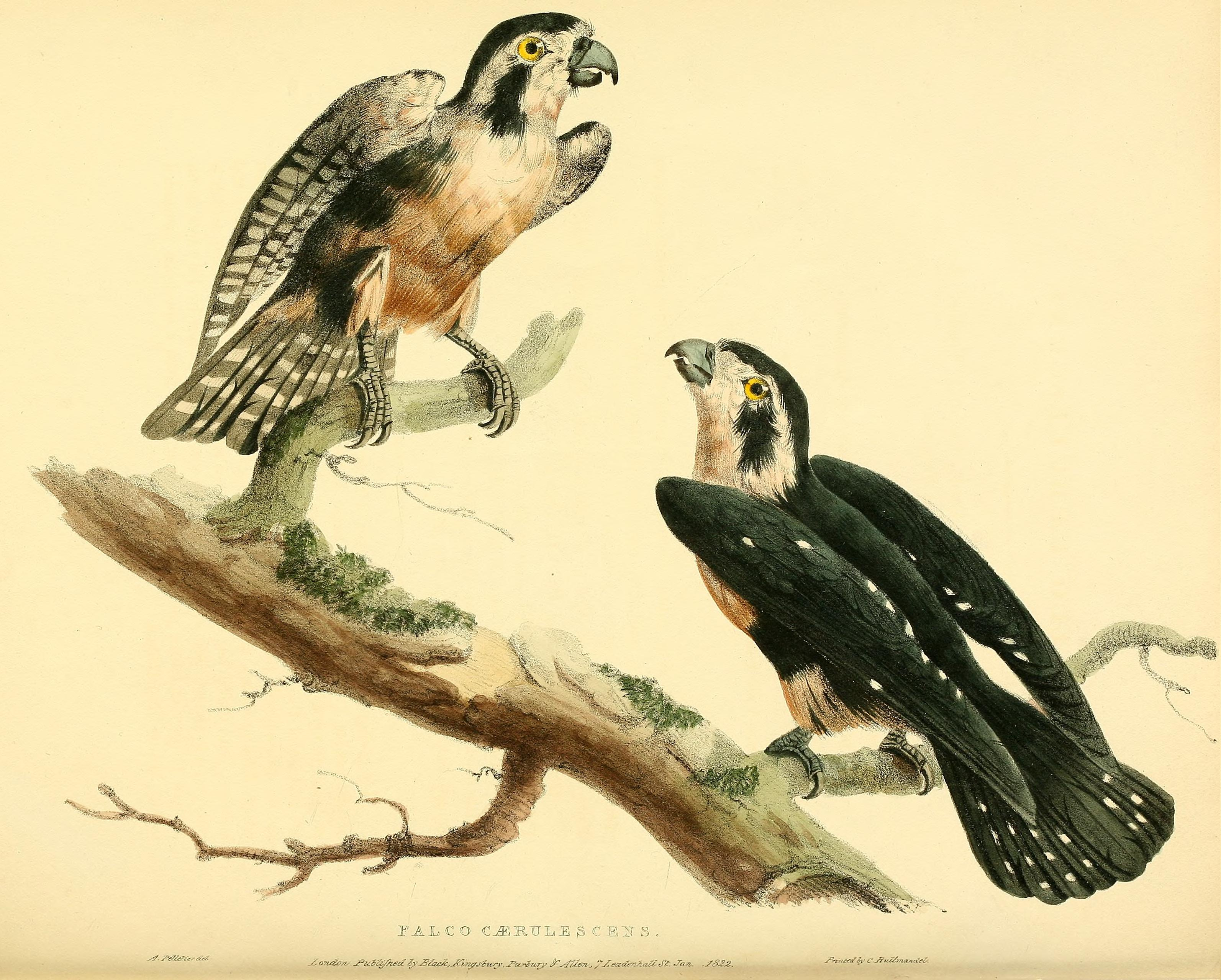
Horsfield (1824): Zoological Researches in Java, plate 35.
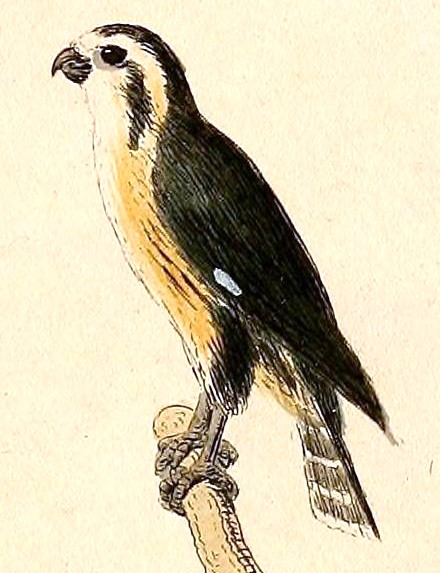
Kittlitz (1832): Kupfertafeln zur Naturgeschichte der Vögel, plate 3, fig. 2.
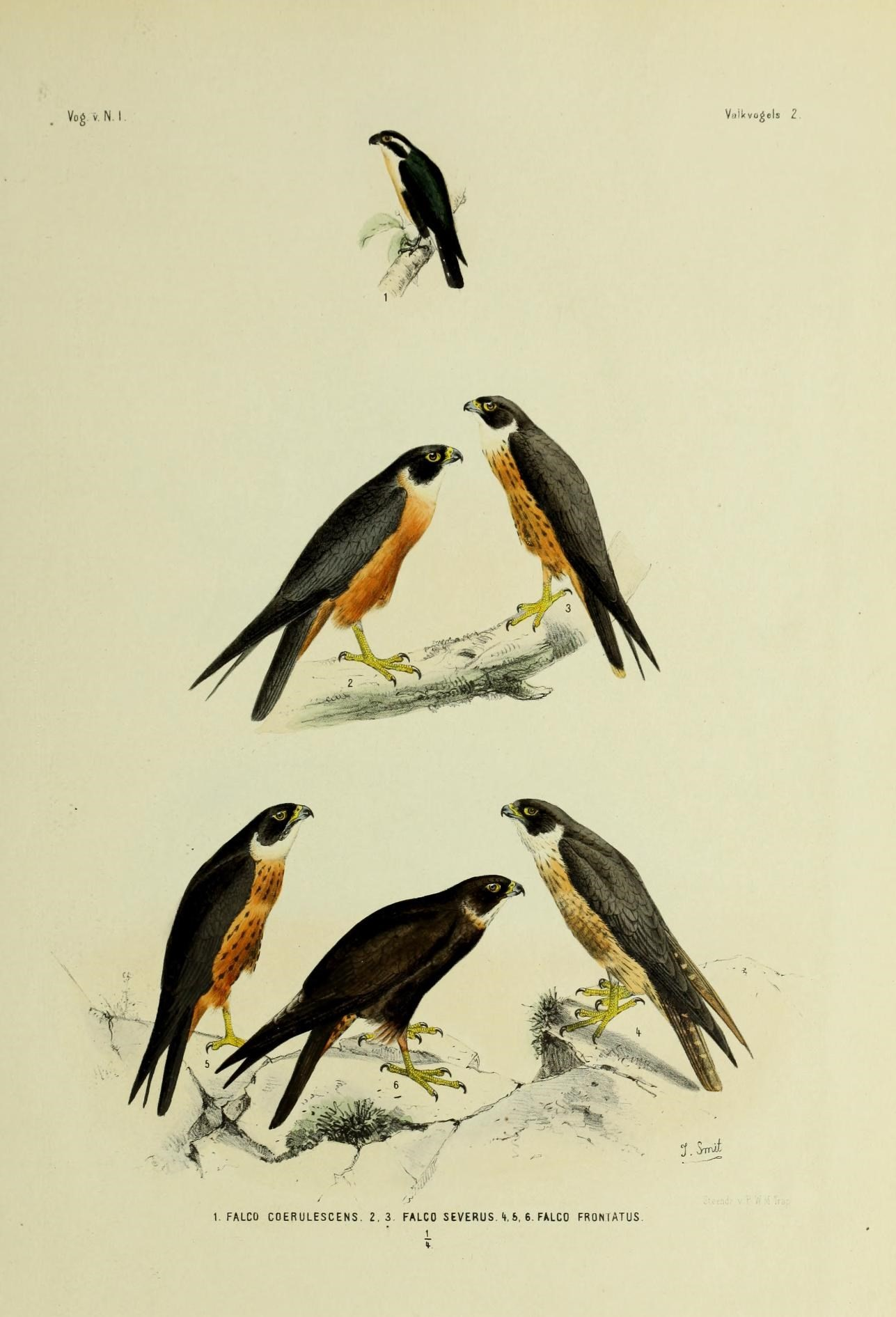
Schlegel (1866): De vogels van Nederlandsch Indië, book 3 Valkvogels, plate 2, fig. 1.

- Temminck (1824): Planches Coloriées, plate 97.[12]
- Vieillot & Oudart (1834): Galerie des Oiseaux, plate 18.[13]